# Лима (провинция)
Лима (исп. Provincia de Lima) — провинция с особым статусом, входящая в состав перуанского региона Лима. Органы власти обладают полномочиями как местного, так и регионального правительства. Охватывает территорию столичной агломерации. Площадь составляет 2 665 км². Население по данным на 2017 год — 8,57 млн человек. Плотность населения — 3276,8 чел/км². Административный центр – город Лима.

## География

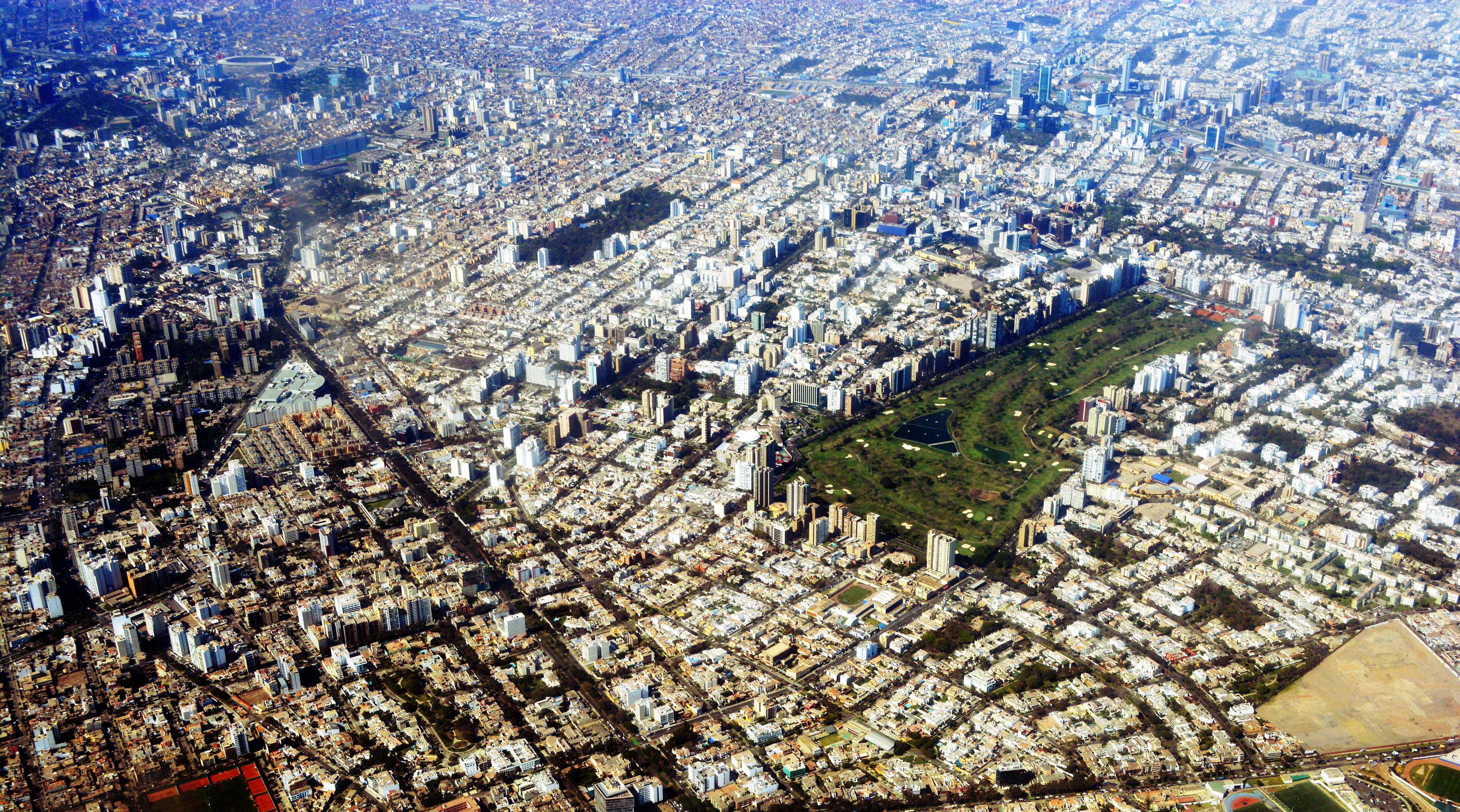
Лима, вид с высоты птичьего полета

Расположена в центральной части региона, на побережье Тихого океана. На западе граничит с регионом Кальяо и омывается океанскими водами. На севере граничит с провинцией Уараль, на северо-востоке – с провинцией Канта, на востоке – с провинцией Уарочири, на юго-востоке – с провинцией Каньете.
Провинция расположена в узком участке Косты, где вплотную к побережью подходят отроги Анд. Климат пустынный, растительность крайне скудная. Ландшафт сильно преобразован человеком.

## Население
Численность населения — 8,5 млн человек, это треть населения страны. Большая часть проживает в центральной, прибрежной части и приграничной с регионом Кальяо. Плотность населения характерная для крупных городских агломераций — 3277 чел/км². В районе Бренья, в центральной части, плотность составляет 26540 чел/км², а в районе Пунта-Негра на юге — всего 54,6 %. Плотность уменьшается по мере увеличения расстояния от центра города. Наблюдается прирост населения (1,21 % в год), но, в основном, в периферийных районах. В некоторых центральных районах численность населения за последние 10 лет уменьшилась (по результатам переписей 2007 и 2017 годов). В половой структуре преобладают женщины — 51,4 %. В сравнении с другими перуанскими регионами, крайне низка доля детей до 14 лет — 22,1 %. Уровень грамотности высокий — 93,4 %. В национальном составе преобладают метисы — 70 %; доля народа кечуа — 16,8 %. Представителей кечуа больше в периферийных районах, в центре выше доля белых. Среди верующих преобладают католики.

## Административное деление
В административном отношении делится на 43 района (см. Административное деление Лимы)